# (303712) 2005 PR21
(303712) 2005 PR21, também escrito como (303712) 2005 PR21, é um objeto transnetuniano (TNO) que está localizado no cinturão de Kuiper, uma região do Sistema Solar. Ele é classificado como um cubewano. O mesmo possui uma magnitude absoluta (H) de 6,1, e tem um diâmetro estimado com cerca de 227 km, por isso é pouco provável que possa ser classificado como um planeta anão, devido ao seu tamanho relativamente pequeno. Este corpo celeste é um sistema binário, o outro componente, o S/2008 (303712) 1, possui um diâmetro estimado em cerca de 137 km.

## Descoberta
(303712) 2005 PR21 foi descoberto no dia 9 de agosto de 2005 através do Observatório de Cerro Tololo.

## Órbita
A órbita de (303712) 2005 PR21 tem uma excentricidade de 0.101, possui um semieixo maior de 44.044 UA. O seu periélio leva o mesmo a uma distância de 39.582 UA em relação ao Sol e seu afélio a 48.507.